# Racomitrium lamprocarpum
Racomitrium lamprocarpum là một loài Rêu trong họ Grimmiaceae. Loài này được (Müll. Hal.) A. Jaeger mô tả khoa học đầu tiên năm 1874.